# Дарсі Дольче
Дарсі Дольче (англ. Darcie Dolce, нар. 10 грудня 1992 року, Сакраменто, Каліфорнія, США) — американська порноакторка, діджейка й еротична фотомодель.

## Біографія
Народилася в Сакраменто, столиці Каліфорнії, 10 грудня 1992 року. Має італійське, німецьке і вірменське походження. Виросла в місті Фолсом, недалеко від місця народження.
В порноіндустрію потрапила в червні 2015 року. Знімалася для таких порностудій, як Mile High, Penthouse, Girlfriends Films, Reality Kings, Pure Play Media Digital Playground, Mofos, Brazzers, Filly Films і Elegant Angel.
Також виступає діджейою.
У 2016 році почала режисерську кар'єру, знявши для Filly Films порнофільми Darcie Dolce The Lesbian Landlord, Manipulative Massage і Milf Money.».
Знялася в понад 110 порнофільмах.

## Вибрана фільмографія
- Almost Caught,[10]
- Best Friends 5,[11]
- Confessions Of A Sinful Nun,[12]
- Good Girls Gone Bad,[13]
- Horny Lesbian Sisters 3,[14]
- Neighborhood Bush Watch,[15]
- Prized Pussy,[16]
- Sex and Confidence[17],
- Wet Lips 2[18].

## Премії і номінації
| Рік  | Церемонія         | Результат | Номінація                               | Робота                              |
| ---- | ----------------- | --------- | --------------------------------------- | ----------------------------------- |
| 2017 | AVN Awards        | Номінація | Лесбійська акторка року                 | Н/Д                                 |
| 2017 | AVN Awards        | Номінація | Краща лесбійська сцена                  | Darcie Dolce The Lesbian Landlord   |
| 2017 | AVN Awards        | Номінація | Краща групова лесбійська сцена          | Darcie Dolce The Lesbian Landlord   |
| 2017 | AVN Awards        | Номінація | Краща режисура в лесбійському фільмі    | Darcie Dolce The Lesbian Landlord   |
| 2017 | AVN Awards        | Номінація | Приз глядацьких симпатій: кращі груди   | Н/Д                                 |
| 2017 | Spank Bank Awards | Номінація | Королева кунілінгусу                    | Н/Д                                 |
| 2017 | Spank Bank Awards | Номінація | Tightest Twat                           | Н/Д                                 |
| 2017 | XBIZ Award        | Номінація | Краща сцена сексу в лесбійському фільмі | Darcie Dolce The Lesbian Landlord   |
| 2017 | XBIZ Award        | Номінація | Лесбійська акторка року                 | Н/Д                                 |
| 2017 | XRCO Award        | Номінація | Краща акторка лесбійська                | Н/Д                                 |
| 2018 | AVN Awards        | Номінація | Лесбійська акторка року                 | Н/Д                                 |
| 2018 | AVN Awards        | Номінація | Краща лесбійська сцена                  | Lesbian Performers of the Year 2017 |
| 2018 | AVN Awards        | Номінація | Краща групова лесбійська сцена          | The Faces of Alice                  |
| 2018 | AVN Awards        | Номінація | Приз глядацьких симпатій: краща груди   | Н/Д                                 |
| 2018 | Spank Bank Awards | Номінація | Pussy Phenomenon of the Year            | Н/Д                                 |
| 2018 | Spank Bank Awards | Номінація | Королева кунілінгусу                    | Н/Д                                 |
| 2018 | Spank Bank Awards | Номінація | Sensational Scissorist                  | Н/Д                                 |
| 2018 | XBIZ Award        | Перемога  | Лесбійська актриса року                 | Н/Д                                 |
| 2018 | XBIZ Award        | Номінація | Краща сцена сексу в лесбійському фільмі | She's Our Girlfriend Now            |